# 인보길
인보길(印輔吉, 1940년 11월 18일 ~ )은 대한민국 기업가를 지낸 대학 교수이다. 그는 충청남도 당진에서 출생하였으며 지난날 한때 충청남도 홍성에서 잠시 유아기를 보낸 적이 있고 충청남도 예산에서 잠시 유년기를 보낸 적이 있으며 훗날 디지틀 조선일보 사장을 지냈다.

## 주요 이력

### 주요 경력
- 1970년 조선일보 편집부 차장
- 1979년 조선일보 편집부 부장
- 1984년 조선일보 문화부 부장
- 1984년 조선일보 문화국 부국장대우
- 1985년 조선일보 편집국 부국장
- 1988년 조선일보 편집국 국장
- 1989년 조선일보 논설위원
- 1990년 조선일보 논설이사대우
- 1991년 조선일보 CTS본부장
- 1992년 조선일보 편집국 편집주간대우
- 1993년 조선일보 편집국 국장
- 1993년 조선일보 전산본부장
- 1993년 조선일보 편집이사대우
- 1995년 조선일보 종합미디어본부장
- 1995년 조선일보 상무이사
- 1995년 정보통신윤리위원회 위원(1997년 6월 1일 퇴임)
- 1995년 디지틀 조선일보 사장(2003년 5월 31일 퇴임)
- 1996년 서울국제만화페스티벌추진위원회 조직위원
- 1997년 한국대학가상교육연합 이사장
- 2003년 조선일보 이사장(2003년 5월 31일 취임)
- 2003년 조선일보 편집대기자
- 2005년 조선일보 명예 정년 퇴사(2005년 12월 27일 퇴임)
- 2006년 프랑스 칸 국제광고제 조직위원회 한국사무국 고문(2006년 12월 6일 취임)
- 2007년 세종대학교 초빙교수(2008년 퇴임).
- 2009년 뉴데일리 대표이사 사장(2009년 2월 취임)
- 2014년 뉴데일리 대표이사 CEO 회장(2014년 2월 취임)

### 학력
- 당진초등학교
- 인천중학교
- 경복고등학교
- 서울대학교 독어독문학과
- 서울대학교 신문대학원